# Ульяновка (Вольнянский район)
Ульяновка (укр. Улянівка) — село,
Петро-Михайловский сельский совет,
Вольнянский район,
Запорожская область,
Украина.
Код КОАТУУ — 2321586806. Население по переписи 2001 года составляло 266 человек.

## Географическое положение
Село Ульяновка находится на левом берегу реки Днепр,
выше по течению на расстоянии в 1 км расположено село Тарасовка,
ниже по течению на расстоянии в 1,5 км расположено село Грушевка.

## Достопримечательности
- Братская могила советских воинов.